# Lutéoline
La lutéoline ou lutéolol est un composé chimique de la famille des flavonoïdes, et plus spécifiquement l'une des flavones les plus communes. Elle fut isolée pour la première fois par le chimiste français Michel-Eugène Chevreul à partir de la gaude (autre nom du réséda des teinturiers, une plante utilisée autrefois pour fabriquer de la teinture jaune).

## Occurrence naturelle
La lutéoline est principalement présente dans les feuilles du réséda des teinturiers, mais elle est aussi présente dans le céleri, le thym, le pissenlit, l'écorce de fruits ou d'arbres, les fleurs de trèfle, et le pollen des Ambroisies. Elle a aussi été isolée à partir de la Salvia tomentosa.
Dans l'alimentation, on la trouve dans le céleri, le poivron vert, le thym, la perilla, la camomille, les carottes, l'huile d'olive, la menthe poivrée, le romarin et l'origan,, la margose.

## Propriétés biomédicales
On prête à la lutéoline un grand rôle dans le corps humain, comme antioxydant, destructeur de radicaux libres, agent préventif d'inflammation, comme composé aidant au métabolisme des glucides, et comme régulateur du système immunitaire. Ces caractéristiques laissent à penser qu'elle joue aussi un rôle important dans la prévention du cancer. De nombreuses recherches expérimentales décrivent la lutéoline comme un agent chimique qui réduit considérablement les inflammations et les symptômes du choc septique.

### Effets indésirables
La lutéoline est un inhibiteur de la PDE-4.
Elle peut provoquer des effets indésirables gastro-intestinaux tels que des nausées, des vomissements et ou une hypersécrétion gastrique, effets qui doivent être surveillés attentivement chaque fois qu'elle est prescrite pour traiter des allergies, de l'asthme ou une broncho-pneumopathie chronique obstructive.

## Teinture
La lutéoline peut aussi servir de teinture jaune. Elle est notamment présente dans la gaude qui sert depuis le Moyen Âge à teindre les tissus en jaune, teinture considérée comme l'une des meilleures. La gaude fut d'ailleurs surnommée « herbe des juifs », car c'est l'une des plantes utilisée, du XIIIe siècle au XVIIIe siècle, par les juifs du Comtat Venaissin (qui était alors un domaine pontifical) pour teindre en jaune les chapeaux qu'ils étaient tenus de porter comme signe distinctif.

## Hétérosides
Comme la plupart des flavonoïdes, la lutéoline est présente dans la nature sous forme d'hétérosides. On peut citer parmi eux:
- l'orientine, son 8-C glucoside
- l'isoorientine, son 6-C glucoside
- la lutéoline-7-glucoside (cynaroside) et la Lutéoline-7-diglucoside  présente dans la fausse chicorée (« café de pissenlit »)
- la lutéoline-7-rutinoside (véronicastroside).